# TC Pista Mouras
El TC Pista Mouras es un torneo argentino de automovilismo, creado en el año 2008. Este torneo es la división inferior del escalafón de ascenso de la Asociación Corredores de Turismo Carretera y fue creada a expensas de la divisional TC Mouras. El objetivo de la entidad madre del Turismo Carretera con la creación de esta nueva divisional es la formación de jóvenes y nuevos competidores que deseen correr en la primera división, siendo admitidos jóvenes pilotos provenientes del kart, de los monoplazas o bien de categorías zonales. El ingreso a la categoría no solo está abierto para pilotos jóvenes, ya que también pueden ser partícipes aquellos pilotos que hayan reunido alta experiencia en categorías zonales, o bien en categorías sénior de nivel nacional.
El primer campeón de esta categoría fue el piloto Matías Devoto, quien obtuvo en el año 2008, el llamado Torneo Presentación, el cual fue lanzado en las cinco últimas fechas de dicha temporada del TC Mouras y en las cuales este piloto se consagrara a bordo de su Chevrolet Chevy. Al año siguiente, se disputaría el primer torneo largo de TC Pista Mouras, siendo su acreedor, el piloto Agustín Herrera, quien en esta oportunidad, le dio la alegría a los simpatizantes de Ford a bordo de su Ford Falcon.
Por otra parte, las otras dos marcas clásicas del TC, Dodge y Torino, también obtuvieron títulos en esta divisional, siendo el del año 2012 el primero obtenido por la marca del carnero de la mano del olavarriense Nicolás Pezzucchi, mientras que en 2013, el piloto Gabriel Novillo le daría su primer campeonato a Torino, marca que volvía a festejar en el automovilismo argentino, luego de cumplirse 19 años del último título obtenido por Luis Rubén Di Palma en la extinta categoría Supercart.

## Campeones
| Año  | Piloto                | Automóvil       |
| ---- | --------------------- | --------------- |
| 2008 | Matías Devoto         | Chevrolet Chevy |
| 2009 | Agustín Herrera       | Ford Falcon     |
| 2010 | Martín Laborda        | Ford Falcon     |
| 2011 | Nicolás Pezzucchi     | Dodge Cherokee  |
| 2012 | Augusto Carinelli     | Chevrolet Chevy |
| 2013 | Gabriel Novillo       | Torino Cherokee |
| 2014 | Claudio Di Noto Rama  | Dodge Cherokee  |
| 2015 | Sebastián Reynoso     | Ford Falcon     |
| 2016 | Agustín De Brabandere | Ford Falcon     |
| 2017 | Lucas Panarotti       | Dodge Cherokee  |
| 2018 | Lucas Granja          | Ford Falcon     |
| 2019 | Matías Frano          | Ford Falcon     |
| 2020 | Tobías Martínez       | Chevrolet Chevy |
| 2021 | Gaspar Chansard       | Dodge Cherokee  |
| 2022 | Ignacio Faín          | Dodge Cherokee  |
| 2023 | Gastón Iansa          | Chevrolet Chevy |
| 2024 | Lucas Bohdanowicz     | Dodge Cherokee  |

## Tabla general
(ordenada por orden de marcas con más títulos)
| Marca     | Modelos                     | Campeones                        | Campeonatos | Total     |
| --------- | --------------------------- | -------------------------------- | ----------- | --------- |
| Ford      | Ford Falcon (6 títulos)     | Agustín Herrera (1 título)       | 2009        | 6 títulos |
| Ford      | Ford Falcon (6 títulos)     | Martín Laborda (1 título)        | 2010        | 6 títulos |
| Ford      | Ford Falcon (6 títulos)     | Sebastián Reynoso (1 título)     | 2015        | 6 títulos |
| Ford      | Ford Falcon (6 títulos)     | Agustín De Brabandere (1 título) | 2016        | 6 títulos |
| Ford      | Ford Falcon (6 títulos)     | Lucas Granja (1 título)          | 2018        | 6 títulos |
| Ford      | Ford Falcon (6 títulos)     | Matías Frano (1 título)          | 2019        | 6 títulos |
| Dodge     | Dodge Cherokee (6 títulos)  | Nicolás Pezzucchi (1 título)     | 2011        | 6 títulos |
| Dodge     | Dodge Cherokee (6 títulos)  | Claudio Di Noto Rama (1 título)  | 2014        | 6 títulos |
| Dodge     | Dodge Cherokee (6 títulos)  | Lucas Panarotti (1 título)       | 2017        | 6 títulos |
| Dodge     | Dodge Cherokee (6 títulos)  | Gaspar Chansard (1 título)       | 2021        | 6 títulos |
| Dodge     | Dodge Cherokee (6 títulos)  | Ignacio Faín (1 título)          | 2022        | 6 títulos |
| Dodge     | Dodge Cherokee (6 títulos)  | Lucas Bohdanowicz (1 título)     | 2024        | 6 títulos |
| Chevrolet | Chevrolet Chevy (4 títulos) | Matías Devoto (1 título)         | 2008        | 4 títulos |
| Chevrolet | Chevrolet Chevy (4 títulos) | Augusto Carinelli (1 título)     | 2012        | 4 títulos |
| Chevrolet | Chevrolet Chevy (4 títulos) | Tobías Martínez (1 título)       | 2020        | 4 títulos |
| Chevrolet | Chevrolet Chevy (4 títulos) | Gastón Iansa (1 título)          | 2023        | 4 títulos |
| Torino    | Torino Cherokee (1 título)  | Gabriel Novillo (1 título)       | 2013        | 1 título  |